# Acronychia chooreechillum
Acronychia chooreechillum är en vinruteväxtart som först beskrevs av Frederick Manson Bailey, och fick sitt nu gällande namn av Cyril Tenison White. Acronychia chooreechillum ingår i släktet Acronychia och familjen vinruteväxter. Inga underarter finns listade i Catalogue of Life.